# Frontera entre Angola i la República Democràtica del Congo
La frontera entre Angola i la República Democràtica del Congo és un frontera internacional discontínua terrestre de 2.511 quilòmetres de llarga que separa el territori d'Angola i el de la República Democràtica del Congo a Àfrica central.

## Traçat
La frontera entre els dos països es compon de dos segments diferents:
- El segment principal es troba al sud-oest de la República Democràtica del Congo. S'inicia a l'est del trifini que forma amb les fronteres Angola/Zàmbia i Zàmbia/República Democràtica del Congo. A continuació, segueix una trajectòria irregular marcada per diversos angles abans d'arribar al port congolès de Matadi al riu Congo, en la qual seguirà fins a la seva desembocadura a Oceà Atlàntic al nord-oest.
- La part més petita de la frontera entre l'enclavament angolès de Cabinda i la República Democràtica del Congo no està molt lluny: està a uns 20 km al nord de la desembocadura del Congo, i s'estén fins al trifini que forma amb els límits que delimiten les fronteres entre els Congos i entre Angola i el Congo-Brazzaville.

## Frontera marítima
L'accés al mar des de la República Democràtica del Congo és molt restringit i la delimitació de les fronteres marítimes només es pot fer amb Angola (presència de l'enclavament angolès de Cabinda, al nord, i la pròpia Angola al sud). Resulta que mai s'ha fet aquesta delimitació. El març de 2009, el ministre d'hidrocarburs congolesos va anunciar que es determinarien les fronteres marítimes. Des de llavors, s'han enverinat les relacions entre els dos veïns. El principal problema són les àrees petrolieres operades per Angola.